# Lymania smithii
Lymania smithii es una especie de planta de la familia Bromeliaceae. Es endémica de Bahía, al este de  Brasil.